# Halogène organique adsorbable
Pour les articles homonymes, voir AOX.
L'halogène organique adsorbable (ou AOX du terme anglais Adsorbable Organic Halogen) est une mesure de la qualité de l'eau.
La valeur AOX est une concentration des atomes de chlore donnée en mg/l. Cette concentration correspondant à la quantité d'halogènes (chlore, brome, iode, mais pas fluor) contenus dans les substances organiques adsorbables sur du charbon actif.

## Détermination
La méthode d'analyse est standardisée par la norme ISO 9562. Elle consiste en l'adsorption des composés organiques présents dans un échantillon d'eau contaminée par une quantité connue de charbon actif suivie d'une filtration et d'un rinçage du charbon actif afin d'éliminer les sels qui peuvent contenir des ions chlorures respectivement halogénures. Le charbon est ensuite brûlé afin de séparer le chlore de la structure organique et finalement récupéré pour une analyse quantitative par un titrage argentimétrique.
Ce paramètre est purement qualitatif, car il ne permet pas de séparer les composés dangereux de ceux qui ne le sont pas. Toutefois, les composés halogénés organiques sont généralement classés parmi les substances très toxiques.